# Kwintyl
Kwintyl – kwantyl rzędu 1/5 (pierwszy kwintyl, dolny kwintyl), 2/5, 3/5 lub 4/5 (czwarty kwintyl, górny kwintyl). 20% obserwacji ma wartości poniżej dolnego kwintyla, a 20% powyżej górnego kwintyla.
Przy pomocy kwintyli często redaguje się zasadę Pareto: dolny kwintyl obiektów generuje 80% zasobów.